# Гаврило (митрополит Галицький)
Гавриїл (також Гаврило) — митрополит Галицький (бл.1329—1331), один із очільників короткотривалої, але значущої у церковній історії Галицької митрополії, створеної як спроба західноруських князів утвердити незалежність від контролю Золотої Орди та підконтрольних їй Руських князів.

## Історичний контекст
Після монгольської навали середини XIII століття Київська митрополія втратила єдність і опинилася в умовах політичної фрагментації. Внаслідок цього сформувалися три основні центри сили, що боролися за право впливати на церковне життя Русі:
- Золотоординська Русь із центрами у Володимирі та Москві, яка прагнула контролювати єдину митрополію всієї Русі;
- Галицько-Волинське князівство, що домагалося створення окремої митрополії для західноруських земель;
- Велике князівство Литовське, яке, розширюючи свої володіння, також прагнуло мати окремого митрополита.

Під тиском Орди митрополити Київські перенесли свою резиденцію до Володимира-на-Клязьмі, а згодом до Москви. Це викликало невдоволення у Галичині й на Волині, де перенесення кафедри сприймалося як порушення канонічного порядку. У відповідь західноруські князі ініціювали створення Галицької митрополії (1302), а литовські — Литовсько-Руської митрополії (1316).

## Передумови поставлення
Першим митрополитом Галицьким був Нифонт, висвячений після заснування митрополії 1302 року. Після його смерті (†1305) галицькі князі направили Петра Ратенського до Константинополя з наміром висвятити його наступником на галицькій кафедрі. Проте патріарх поставив його як єдиного митрополита всієї Русі, включно з Галичиною і землями під владою Золотої Орди. Цим рішенням Константинополь фактично призупинив визнання окремої Галицької митрополії, що спричинило політичну напругу в регіоні.

## Обрання і служіння
На цьому тлі, приблизно у 1329—1331 роках, митрополитом Галицьким був поставлений Гаврило — імовірно за підтримки князя Юрія II Болеслава, правителя Галицько-Волинського князівства. Метою цього призначення було відновлення окремої галицької церковної юрисдикції на противагу митрополиту, що перебував у Москві.
У 1331 році ім’я Гаврилоа фігурує в патріарших актах як «наречений митрополит Галицький», що свідчить про визнання його статусу Константинопольським патріархатом. Його ім’я також згадується у посланні польського короля Казимира III до патріарха Філофея 1370 року, де той згадує минулих галицьких митрополитів.

## Діяльність
Про конкретну діяльність митрополита Гаврила не збереглося достовірних джерел. Вірогідно, його можливості були обмежені впливом Москви та Золотої Орди, а також невизначеною позицією Константинополя. Уже в 1332 році патріарх призначив нового митрополита — Теодора, що, ймовірно, означає завершення служіння Гаврила або зміну політичного курсу з боку царгородської патріархії.

## Значення
Хоча про самого Гаврилоа відомо небагато, його обрання було виразом прагнення західноруських князів зберегти церковну автономію й канонічну спадковість незалежно від східного церковного центру. Постаті митрополита Гаврила належить місце в історії як символу боротьби за духовний суверенітет у період юрисдикційного поділу Київської митрополії.